# Broomeola glauca
Broomeola glauca är en svampart som först beskrevs av Berk. & Broome, och fick sitt nu gällande namn av Carl Ernst Otto Kuntze 1891. Broomeola glauca ingår i släktet Broomeola, divisionen sporsäcksvampar och riket svampar.   Inga underarter finns listade i Catalogue of Life.